# Xã Grovena, Quận Moody, South Dakota
Xã Grovena (tiếng Anh: Grovena Township) là một xã thuộc quận Moody, tiểu bang Nam Dakota, Hoa Kỳ. Năm 2010, dân số của xã này là 173 người.